# 5600-as busz
Az 5600-as jelzésű regionális autóbuszvonal Pécs, Orfű és Abaliget között húzódik, amelyet a MÁV Személyszállítási Zrt. üzemeltet.

## Útvonala
Az autóbuszvonal Baranya vármegye megyeszékhelyét és kiemelt jelentőségű idegenforgalmi községeit, Pécset és Abaligetet köti össze, legtöbbször útvonalára fűzve Orfű települést.
A járatok Pécsen belül a forgalmasabb; azon kívül minden állomáson és megállóhelyen megállnak. A megyeszékhelyen belül Ispitaalját és Uránvárost a 6-os főúton, Ürögöt, Kismélyvölgyet és Szentkutat közutakon érintik.
Az orfűi elágazásban a vonalvezetés szétválik, kisebbik része Orfű érintése nélkül jár; nagyobbik része a kiemelt jelentőséggel bíró falvat bejárja. Orfűn belül sorjában Mecsekrákost, Mecsekszakált és Tekerest hálózzák be, majd egyes járatok visszafordulnak, visszatérnek az orfűi elágazáshoz, de többjük az Árnyas-parton át közlekedik, így egy majd teljes kört teljesítve a Pécsi-tavon.
A különböző utak az Abaligeti-barlangnál futnak össze, melynek előteréhez néhány indítás kitérést is tesz. Az autóbuszok az abaligeti faluházánál végállomásoznak, de egyesek továbbmennek Okorvölgy felé az abaligeti vasútállomásra.

## Közlekedése
Az autóbuszvonalon tavaszi, nyári, őszi és téli menetrend van érvényben a turisztikai látványosságokra hangoltan.

### Téli menetrend(nov. 1. – márc. 31.)
Az autóbuszjáratok mindennap 2-3 óránként közlekednek, egyes időszakokban továbbközlekednek 5603-as jelzéssel Husztót és Godisa felé. Egy járatot kivéve összes érinti Orfűt, egészen Tekeres településrészéig. Az abaligeti vasútállomás kevés esetben érintett.
| Viszonylat                          | Indításszám     | Közlekedési rend          |
| ----------------------------------- | --------------- | ------------------------- |
| Pécs, aut. áll. – Abaliget, faluház | 6 oda, 5 vissza | tanítási naponta          |
| Pécs, aut. áll. – Abaliget, faluház | 6 pár           | tanszünetben munkanaponta |
| Pécs, aut. áll. – Abaliget, faluház | 6 oda, 7 vissza | szabadnaponta             |
| Pécs, aut. áll. – Abaliget, faluház | 4 oda, 5 vissza | munkaszüneti naponta      |
| Abaliget, barlang ➝ Abaliget vá.    | 1 oda           | munkaszüneti naponta      |
| Abaliget vá. ➝ Pécs, aut. áll.      | 2 oda           | munkaszüneti naponta      |

### Tavaszi/őszi menetrend(ápr. 1. – jún. 20.; szept. 1. – okt. 30.)
Az autóbuszjáratok mindennap 1-3 óránként közlekednek, egyes időszakokban továbbközlekednek 5603-as jelzéssel Husztót és Godisa felé. Egy járatot kivéve összes érinti Orfűt, de Tekeres településrészétől az Árnyas-part felé haladnak és nem vissza. Az abaligeti vasútállomás kevés esetben érintett.
| Viszonylat                          | Indításszám     | Közlekedési rend          |
| ----------------------------------- | --------------- | ------------------------- |
| Pécs, aut. áll. – Abaliget, faluház | 7 oda, 6 vissza | tanítási naponta          |
| Pécs, aut. áll. – Abaliget, faluház | 6 pár           | tanszünetben munkanaponta |
| Pécs, aut. áll. – Abaliget, faluház | 7 pár           | szabadnaponta             |
| Pécs, aut. áll. – Abaliget, faluház | 4 oda, 5 vissza | munkaszüneti naponta      |
| Abaliget, barlang ➝ Abaliget vá.    | 1 oda           | munkaszüneti naponta      |
| Abaliget vá. ➝ Pécs, aut. áll.      | 2 oda           | munkaszüneti naponta      |

### Nyári menetrend(jún. 21. – aug. 31.)
Az autóbuszjáratok mindennap 1-2 óránként közlekednek. Az ütemezettséget tovább sűrítik az 5601-es körjáratok és 5603-as, Husztót és Godisa felé közlekedő buszok. Kettő járatot kivéve összes érinti Orfűt, de Tekeres településrészétől az Árnyas-part felé haladnak és nem vissza.
| Viszonylat                          | Indításszám     | Közlekedési rend     |
| ----------------------------------- | --------------- | -------------------- |
| Pécs, aut. áll. – Abaliget, faluház | 7 oda, 6 vissza | munkanaponta         |
| Pécs, aut. áll. – Abaliget, faluház | 6 pár           | szabadnaponta        |
| Pécs, aut. áll. – Abaliget, faluház | 5 oda, 7 vissza | munkaszüneti naponta |
| Pécs, aut. áll. – Abaliget vá.      | 2 oda, 3 vissza | munkanaponta         |
| Pécs, aut. áll. – Abaliget vá.      | 3 oda, 4 vissza | hétvégente           |
| Abaliget, barlang ➝ Abaliget vá.    | 1 oda           | munkanaponta         |
| Abaliget, barlang ➝ Abaliget vá.    | 1 oda           | szabadnaponta        |

### Járművek
Az autóbuszvonalon szóló autóbuszok közlekednek, melyek legtöbbje Credo típusú, azok közül egyaránt régebbi (EC 12, IC 12) és újabb (Econell 12, Inovell 12) változatai is megjelennek. Néhány esetben Ikarus C56-os pótol.

### Csatlakozások
- Abaliget vasútállomáson – Dombóvár és Pécs felé/felől vonatra (Budapest–Pécs-vasútvonal)

## Megállóhelyei
| 5600 (Pécs – Orfű – Abaliget)                | 5600 (Pécs – Orfű – Abaliget)    | 5600 (Pécs – Orfű – Abaliget)    | 5600 (Pécs – Orfű – Abaliget)                 | 5600 (Pécs – Orfű – Abaliget) | 5600 (Pécs – Orfű – Abaliget) | 5600 (Pécs – Orfű – Abaliget) | 5600 (Pécs – Orfű – Abaliget) |
| Sorszám (↓)                                  | Sorszám (↓)                      | Sorszám (↓)                      | Megállóhely                                   | Kilométer (↓)                 | Kilométer (↓)                 | Kilométer (↓)                 | Átszállási kapcsolatok |
| -------------------------------------------- | -------------------------------- | -------------------------------- | --------------------------------------------- | ----------------------------- | ----------------------------- | ----------------------------- | --- |
| 0                                            | 0                                | 0                                | Pécs, autóbusz-állomás végállomás             | 0.0 km                        | 0.0 km                        | 0.0 km                        | 3, 3E, 6, 7, 7Y, 8, 20, 21, 22, 23, 23Y, 24, 30Y, 41, 41E, 41Y, 42, 42Y, 43, 60, 60A, 73, 73Y, 103, 121, 973 1134, 1486, 1503, 1504, 1524, 1560, 1562, 1564, 1566, 1568, 1569, 1577, 1578, 1579, 1641, 1665, 1668, 1673, 1707, 1740, 1742, 1843 5601, 5602, 5603, 5605, 5606, 5608, 5610, 5611, 5620, 5622, 5623, 5624, 5625, 5626, 5627, 5628, 5630, 5635, 5636, 5638, 5639, 5640, 5642, 5643, 5645, 5646, 5647, 5650, 5655, 5656, 5658, 5660, 5661, 5662, 5663, 5666, 5667, 5668, 5669, 5670, 5671, 5672, 5673, 5674, 5676, 5677, 5678, 5679, 5680, 5682, 5683, 5685, 5686, 5688, 5689, 5690, 5696, 5698, 5856, 5857 |
| ∫                                            | ∫                                | ∫                                | Pécs, főpályaudvar (↑)                        | 0.9 km                        | 0.9 km                        | 0.9 km                        | 3, 4, 4Y, 6, 7, 7Y, 8, 13, 13E, 13Y, 14, 14Y, 15, 20, 30, 30Y, 31, 32, 32Y, 33, 34, 34Y, 35, 35Y, 36, 37, 38, 38Y, 39, 40, 41, 41Y, 42, 42Y, 43, 46, 47, 73, 73Y, 104, 104A, 104E, 140, 913, 932, 940, 973 5601, 5602, 5603, 5661, 5662, 5669, 5670, 5671, 5672, 5673, 5674, 5676, 5677, 5678, 5679, 5680, 5681, 5682, 5683, 5685, 5686, 5688, 5689, 5696, 5698 expresszvonat, IC, InterRégió, személyvonat – Pécs (40, 60, 65) |
| 1                                            | 1                                | 1                                | Pécs, Rét utca (↓)                            | 1.1 km                        | 1.1 km                        | 1.1 km                        | 4, 4Y, 104, 104A, 104E 5601, 5602, 5603, 5669, 5670, 5671, 5672, 5673, 5674, 5676, 5677, 5678, 5679, 5680, 5682, 5683, 5685, 5686, 5689, 5696, 5698 |
| 2                                            | 2                                | 2                                | Pécs, Megyeri út                              | 1.8 km                        | 1.8 km                        | 1.8 km                        | 4, 4Y, 104, 104A, 104E 5601, 5602, 5603, 5669, 5670, 5671, 5672, 5673, 5674, 5676, 5677, 5678, 5679, 5680, 5681, 5682, 5683, 5685, 5686, 5689, 5696, 5698 |
| 3                                            | 3                                | 3                                | Pécs, Mecsek Áruház                           | 3.1 km                        | 3.1 km                        | 3.1 km                        | 1, 2, 2A, 4, 4Y, 21, 22, 23, 23Y, 24, 102, 102Y, 104, 104A, 104E, 121 1134 5601, 5602, 5603, 5669, 5670, 5671, 5672, 5673, 5674, 5676, 5677, 5678, 5679, 5680, 5681, 5682, 5683, 5685, 5686, 5689, 5696, 5698 |
| 4                                            | 4                                | 4                                | Pécs, Uránváros autóbusz-állomás              | 3.9 km                        | 3.9 km                        | 3.9 km                        | 1, 2, 2A, 4, 4Y, 21, 22, 23, 23Y, 24, 25, 25A, 26, 27, 28, 28A, 28Y, 29, 102, 102Y, 104, 104A, 104E, 121, 926 1503, 1562, 1569, 1579, 1641, 1665, 1668, 1673, 1742 5601, 5602, 5603, 5669, 5670, 5671, 5672, 5673, 5674, 5676, 5677, 5678, 5679, 5680, 5681, 5682, 5683, 5685, 5686, 5687, 5688, 5689, 5690, 5696, 5698 |
| 5                                            | 5                                | 5                                | Pécs, Ürög alsó                               | 5.0 km                        | 5.0 km                        | 5.0 km                        | 22, 23, 23Y, 24, 926 5601, 5602, 5603 |
| 6                                            | 6                                | 6                                | Pécs, Ürög felső                              | 6.5 km                        | 6.5 km                        | 6.5 km                        | 22, 23, 23Y, 24, 926 5601, 5602, 5603 |
| 7                                            | 7                                | 7                                | Pécs, Kismélyvölgy dűlő                       | 7.6 km                        | 7.6 km                        | 7.6 km                        | 24 5601, 5602, 5603 |
| 8                                            | 8                                | 8                                | Pécs, Szentkút felső                          | 10.2 km                       | 10.2 km                       | 10.2 km                       | 5601, 5602, 5603 |
| 9                                            | 9                                | 9                                | Pécs, Remeterét                               | 11.6 km                       | 11.6 km                       | 11.6 km                       | 5601, 5602, 5603 |
| 10                                           | 10                               | 10                               | Orfűi elágazás                                | 15.9 km                       | 15.9 km                       | 15.9 km                       | 5601, 5602, 5603 |
|                                              | 11                               | 11                               | Orfű, Szent Márton templom                    |                               | 17.1 km                       | 17.1 km                       | 5601, 5602, 5603 |
| 12                                           | 12                               | Orfű, Orfűi-tó                   | 17.7 km                                       | 17.7 km                       | 5601, 5602, 5603              |                               | |
| 13                                           | 13                               | Orfű, kemping bejárati út        | 18.2 km                                       | 18.2 km                       | 5601, 5602, 5603              |                               | |
| 14                                           | 14                               | Orfű, községháza                 | 18.8 km                                       | 18.8 km                       | 5601, 5603, 5743              |                               | |
| 15                                           | 15                               | Orfű, Horgászfalu I.             | 19.4 km                                       | 19.4 km                       | 5601, 5603, 5743              |                               | |
| 16                                           | 16                               | Orfű, Horgászfalu II.            | 19.9 km                                       | 19.9 km                       | 5601, 5603, 5743              |                               | |
| 17                                           | 17                               | Orfű, mecsekszakáli elágazás     | 20.4 km                                       | 20.4 km                       | 5601, 5603, 5743              |                               | |
| 18                                           | 18                               | Orfű (Tekeres), autóbusz-forduló | 21.4 km                                       | 21.4 km                       | 5601, 5602, 5603, 5743        |                               | |
| 19                                           |                                  | Orfű, mecsekszakáli elágazás     | 22.4 km                                       |                               | 5601, 5603, 5743              |                               | |
| 20                                           | Orfű, Horgászfalu II.            | 22.9 km                          | 5601, 5603, 5743                              |                               |                               |                               | |
| 21                                           | Orfű, Horgászfalu I.             | 23.4 km                          | 5601, 5603, 5743                              |                               |                               |                               | |
| 22                                           | Orfű, községháza                 | 24.0 km                          | 5601, 5603, 5743                              |                               |                               |                               | |
| 23                                           | Orfű, kemping bejárati út        | 24.6 km                          | 5601, 5602, 5603                              |                               |                               |                               | |
| 24                                           | Orfű, Orfűi-tó                   | 25.1 km                          | 5601, 5602, 5603                              |                               |                               |                               | |
| 25                                           | Orfű, Szent Márton templom       | 25.7 km                          | 5601, 5602, 5603                              |                               |                               |                               | |
| 26                                           | Orfűi elágazás                   | 26.9 km                          | 5601, 5602, 5603                              |                               |                               |                               | |
|                                              |                                  | 19                               | Orfű, Árnyas-part                             |                               |                               | 22.6 km                       | 5601, 5602, 5603, 5743 |
| 20                                           | Orfű, Sport utca                 | 22.9 km                          | 5601, 5602, 5603, 5743                        |                               |                               |                               | |
| 11                                           | 27                               | 21                               | Abaliget, barlang bejárati út (↓)             | 19.3 km                       | 30.3 km                       | 26.1 km                       | 5603 |
| Helyi jegyek és bérletek érvényességi határa |                                  |                                  |                                               |                               |                               |                               | |
| ∫                                            | ∫                                | ∫                                | Abaliget, barlang vonalközi végállomás        | ∫                             | ∫                             | ∫                             | 5603 |
| ∫                                            | ∫                                | ∫                                | Abaliget, barlang bejárati út (↑)             | 19.3 km                       | 30.3 km                       | 26.1 km                       | 5603 |
| 12                                           | 28                               | 22                               | Abaliget, faluház vonalközi végállomás        | 19.7 km                       | 30.7 km                       | 26.5 km                       | 5603 |
|                                              |                                  | 23                               | Abaliget, Bem utca                            |                               |                               | 27.3 km                       | 5603 |
| 24                                           | Hetvehelyi elágazás              | 29.6 km                          | 5603, 5731, 5744, 5934                        |                               |                               |                               | |
| 25                                           | Abaliget vasútállomás végállomás | 30.6 km                          | 5603, 5731, 5744 személyvonat – Abaliget (40) |                               |                               |                               | |